# 藍住町立藍住南小学校
藍住町立藍住南小学校（あいずみちょうりつ あいずみみなみしょうがっこう）は、徳島県板野郡藍住町奥野字和田にある公立小学校。

## 概要
生徒は藍住町立藍住中学校へと進学する。

### 基礎データ
最寄駅
- JR高徳線勝瑞駅

## 校訓
- かしこく
- やさしく
- たくましく

## 著名な出身者
- 佐藤愛美（バレーボール選手）

## 通学区域が隣接している学校
- 藍住町立藍住西小学校
- 藍住町立藍住北小学校
- 徳島市応神小学校
- 徳島市不動小学校
- 徳島市北井上小学校
- 石井町立藍畑小学校
- 上板町立高志小学校
- 板野町立板野南小学校